# Microsania arthuri
Microsania arthuri är en tvåvingeart som beskrevs av Chandler 1994. Microsania arthuri ingår i släktet Microsania och familjen svampflugor. Inga underarter finns listade i Catalogue of Life.